# Temurah

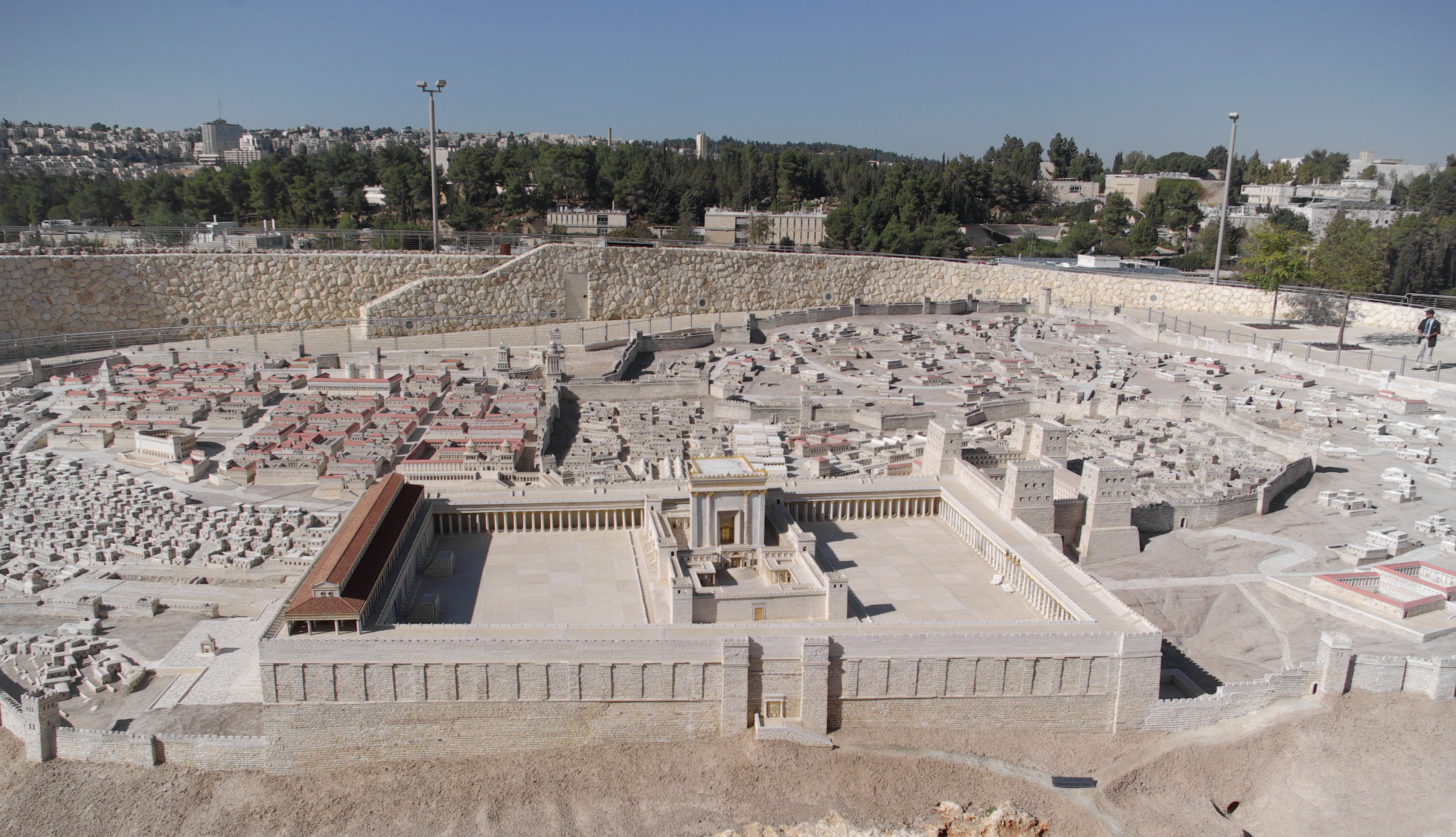
Esistono molte leggi ebraiche sugli oggetti santificati per il Tempio.

Temurah è un trattato della Mishnah e del Talmud babilonese, la maggior parte del quale è un'elaborazione della Legge esposta nel Levitico 27:10 sulla consacrazione di un animale al sacrificio.
Nella Halakhah temurah (in ebraico תמורה ‎?, lett.: "scambio") è la proibizione di scambiare un animale che è stato santificato per il Tempio di Gerusalemme con un altro non santificato. Viene chiaramente specificato nel Levitico 27:33. Secondo la legge entrambi gli animali diventano santificati e la persona che ha cercato di scambiarli viene punita con frustate.
Tale proibizione di scambio fu considerata da Maimonide in tre dei 613 precetti, che sono:
1. Non sostituire una bestia, messa da parte per la santificazione, con un'altra
2. Il nuovo animale, in aggiunta a quello sostituito, mantiene la consacrazione
3. Non cambiare gli animali consacrati da un tipo di offerta ad un'altra

I succitati sono spiegati estensivamente nel Talmud babilonese, trattato Temurah, Ordine di Kodashim.